# Собор Тренто
Собор святого Вігілія в Тренті (італ. Cattedrale di San Vigilio, Тридентський собор; нім. Kathedrale Trient) — римо-католицький собор у Тренті (Триденті), північна Італія. Це материнська церква римо-католицької архідієцезії Тренто і до 1802 року була резиденцією принц-єпископства Трента. Він був побудований на основі вже існуючої церкви 4-го століття, присвяченої святому Вігілію (італ. San Vigilio), покровителеві міста.

## Історія

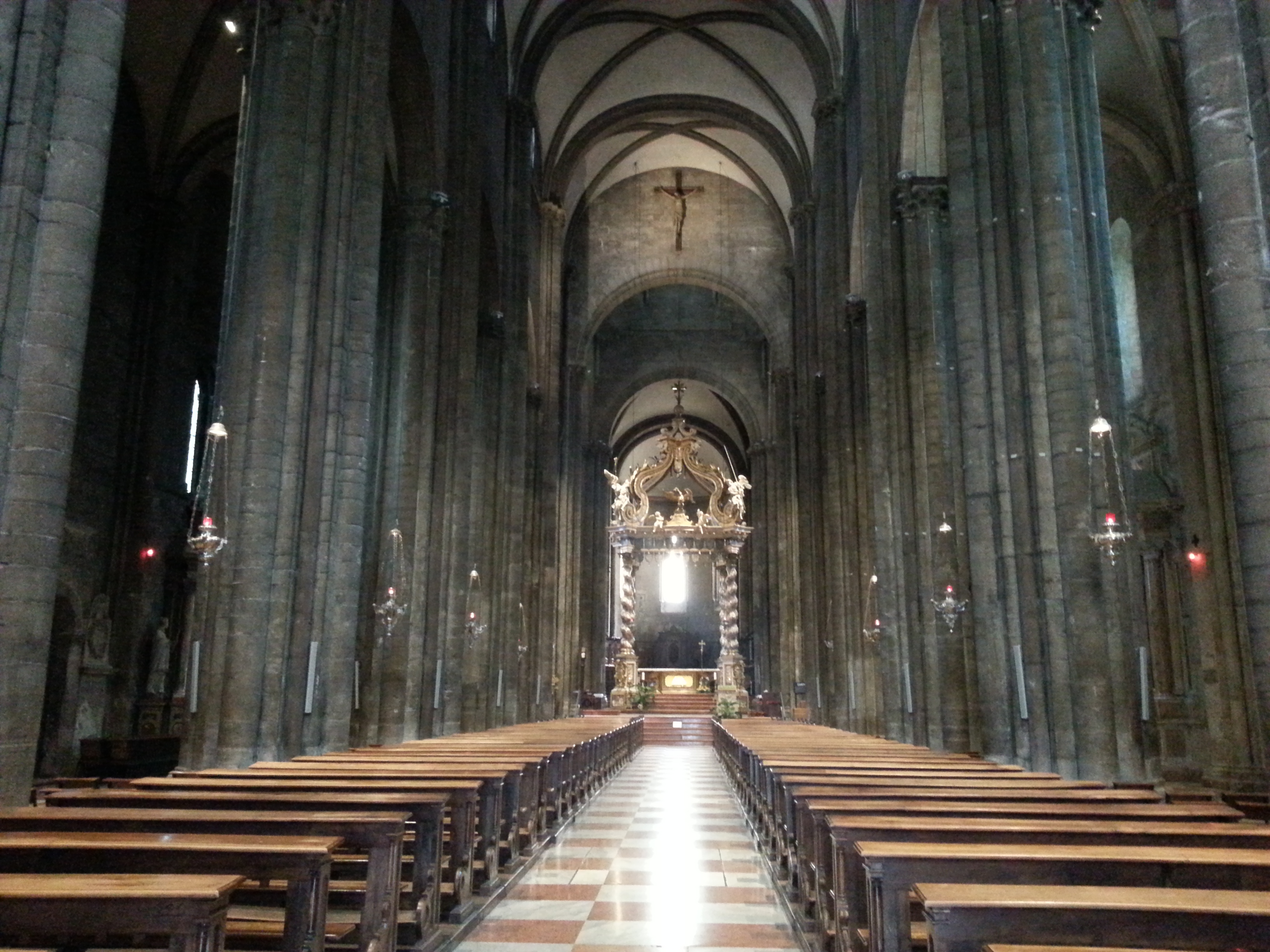
Інтер’єр собору

Собор Трента — найбільша церква міста. Названа на честь святого Вігілія, який був першим єпископом Тренто і похований у соборі. Він був побудований на місці ранньохристиянської базиліки Святого Вігілія, маленької церкви, датованої четвертим століттям. Ця стародавня базиліка була побудована Вігілієм за стінами на згадку про мученицьку смерть трьох священнослужителів, Сісініо, Мартіріо та Алессандро, язичниками. Після смерті Вігілій був похований у церкві. Князь-єпископ Ульдарик II (1022–1055) розпочав будівництво єпископського палацу та другого собору. Завершив будівництво принц-єпископ Альтеманно (1124–1149).
У 1212 році принц-єпископ Федеріко Ванга зрівняв з землею попередній собор і доручив архітектору Адамо д'Ароньо перебудувати собор у ломбардсько-романському стилі. Це основа нинішньої структури, і її форма здебільшого збереглася від структури 1212 року. 
Будівництво церкви було перервано смертю Ванги на Святій Землі і тривало століттями. Між 1305 і 1307 роками готичну південну сторону собору добудував Егідіо де Кампіоне. Син де Кампіоне, Боніно, у 1321 році створив монументальну троянду собору із зображенням Колеса Фортуни. Трансепт також прикрашений фресками 14-го століття, що зображують легенду про святого Юліана.
Модифікації тривали і в наступні століття: з'явилася ніша зі статуєю Мадонни дельі Аннегаті (Мадонни утоплених) у 14 столітті, реставрація монументального романського порталу принцом-єпископом Бернардо Клезіо в 15 столітті.
У 1508 році в соборі був коронований імператор Максиміліан I.
У 1545—1563 роках у соборі проходили урочисті засідання Тридентського собору .
У 1682 році в соборі скульптором Джузеппе Альберті була побудована барокова каплиця Розп’яття навколо дерев’яного розп’яття, яке використовувалося під час Тридентського собору. У 1739 році було побудовано бароковий вівтар і балдахін за творами Берніні, що призвело до знесення попереднього пресвітерію. 
У березні 1913 року Папа Пій X підніс собор до рангу малої базиліки. 
Багато творів мистецтва, які раніше зберігалися в церкві, зараз знаходяться в Тридентському єпархіальному музеї, музеї, що знаходиться в сусідньому єпископському палаці.

## Дзвони
На дзвіниці собору звучить концерт восьми дзвонів. 

## Галерея зображень

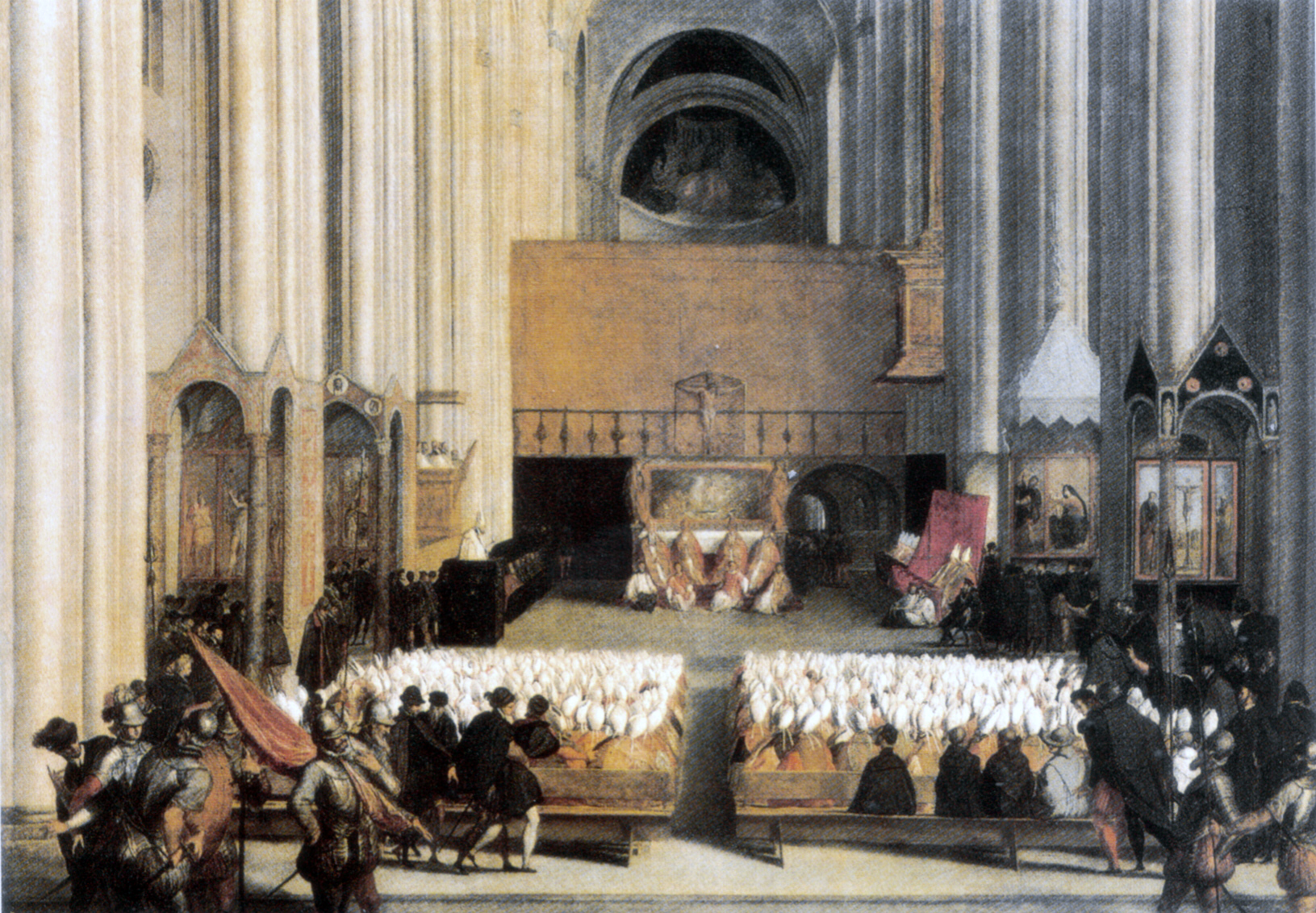
Тридентський собор у соборі.
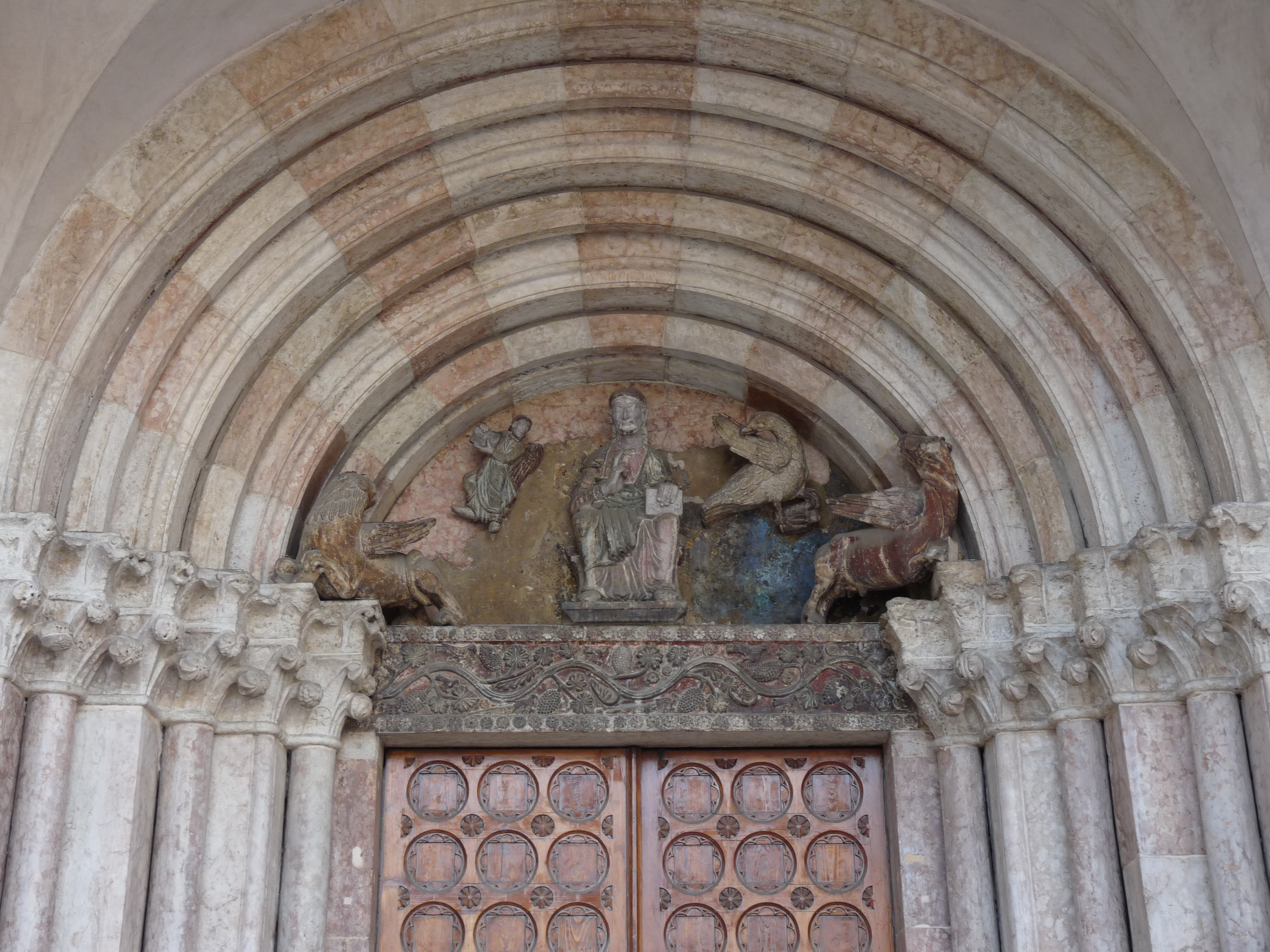
Деталі романського порталу
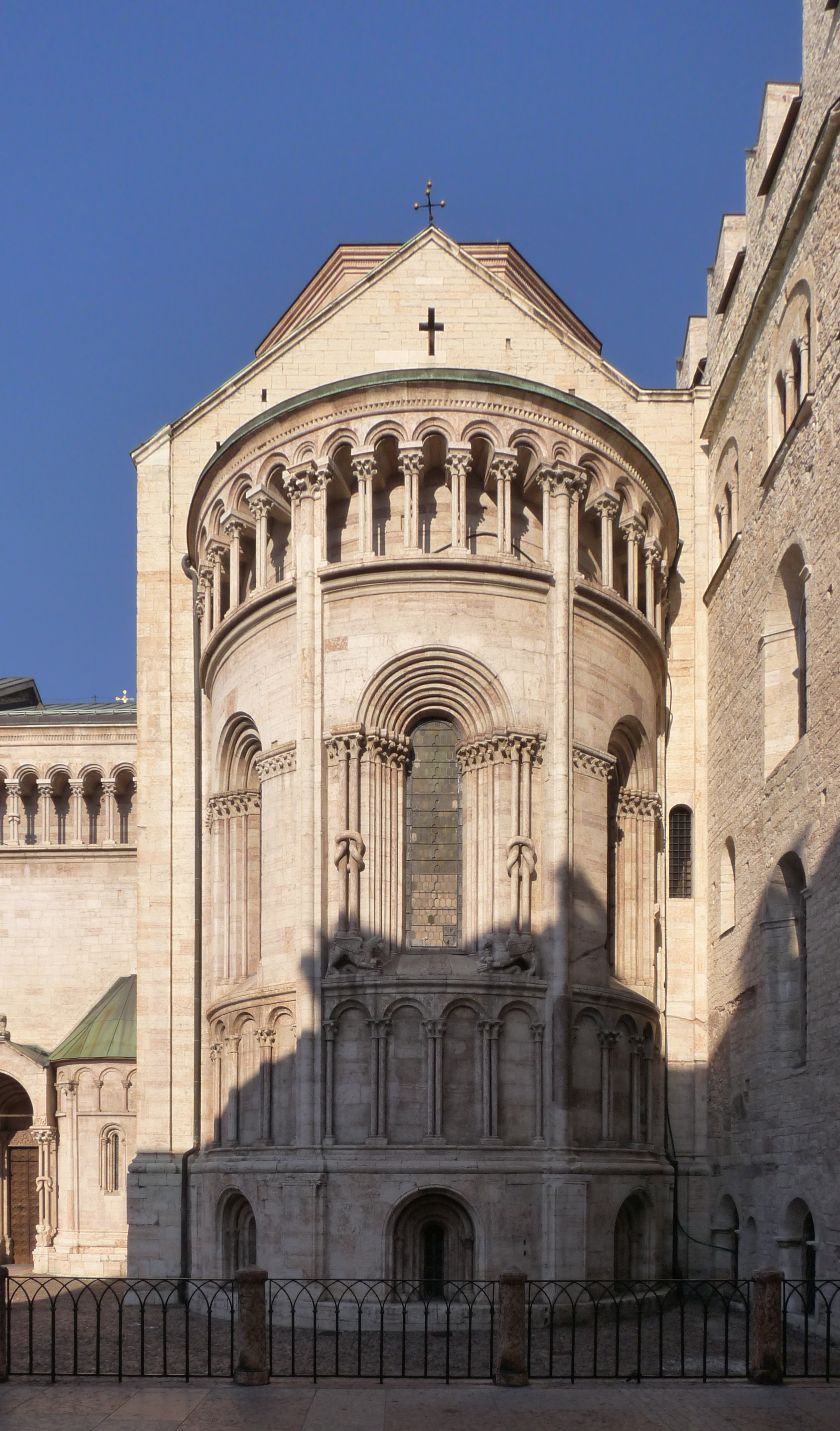
Апсида.
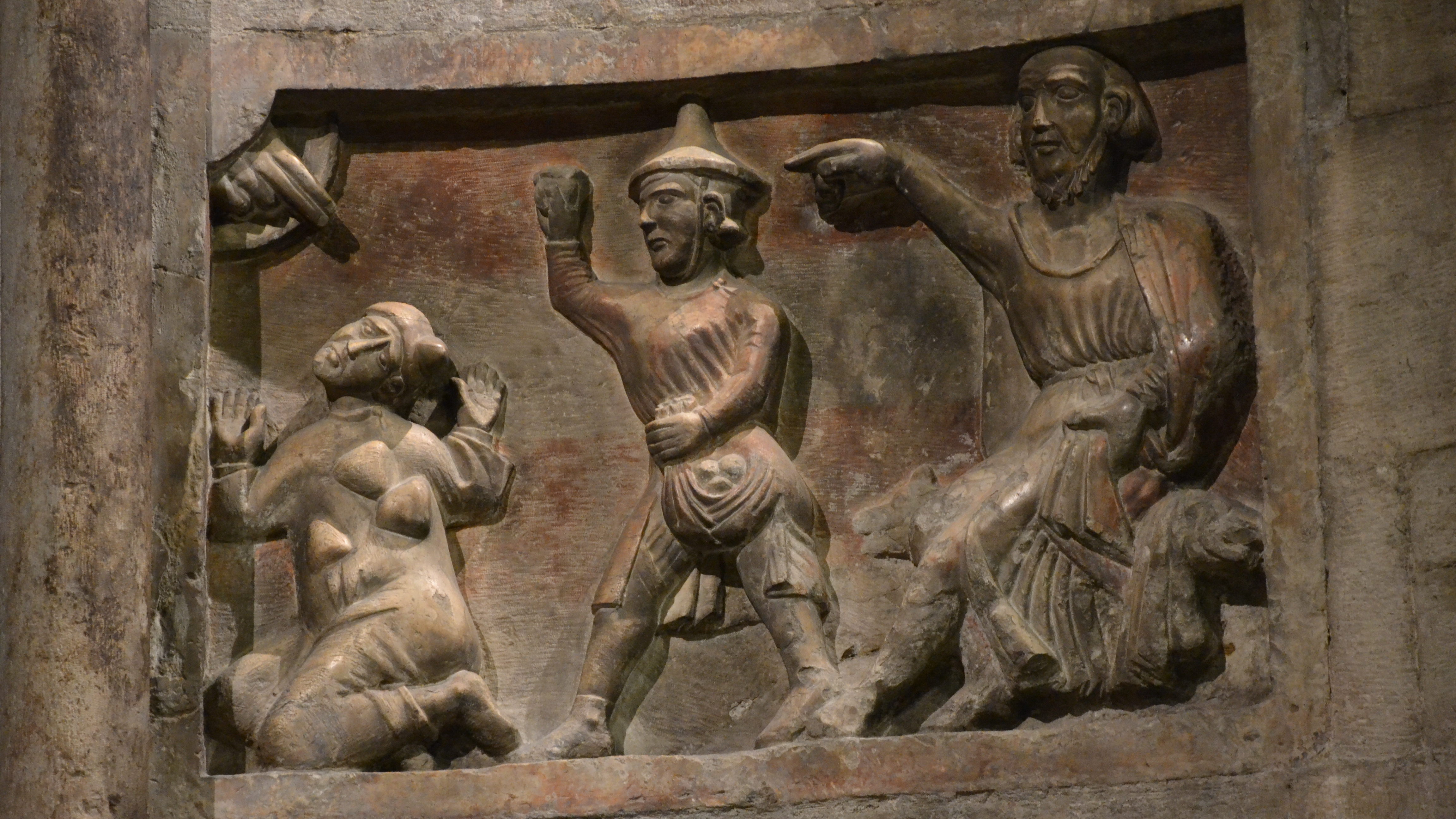
Побиття камінням Святого Стефана, барельєф XIV століття
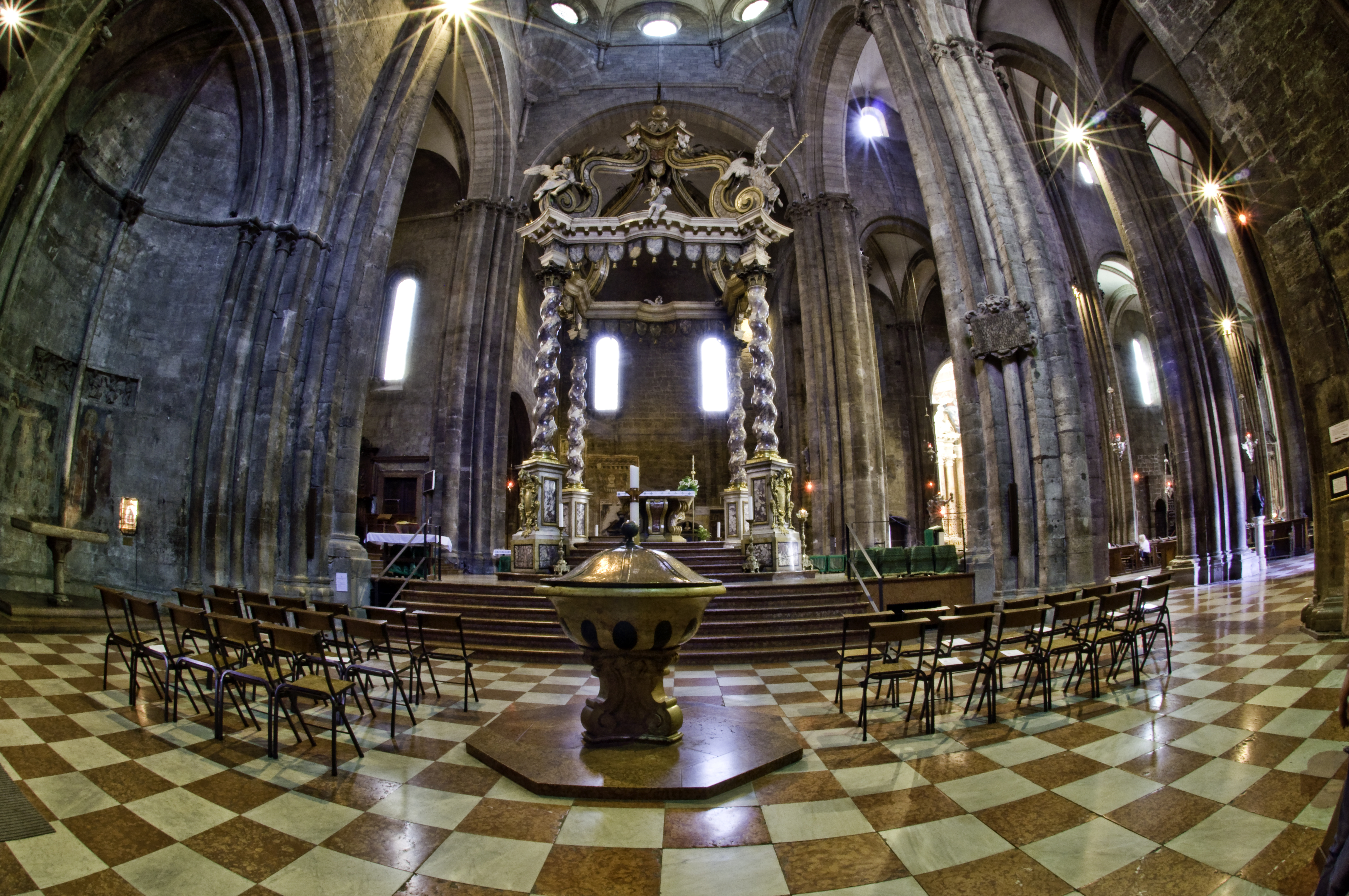
Бароковий балдахін і вівтар.
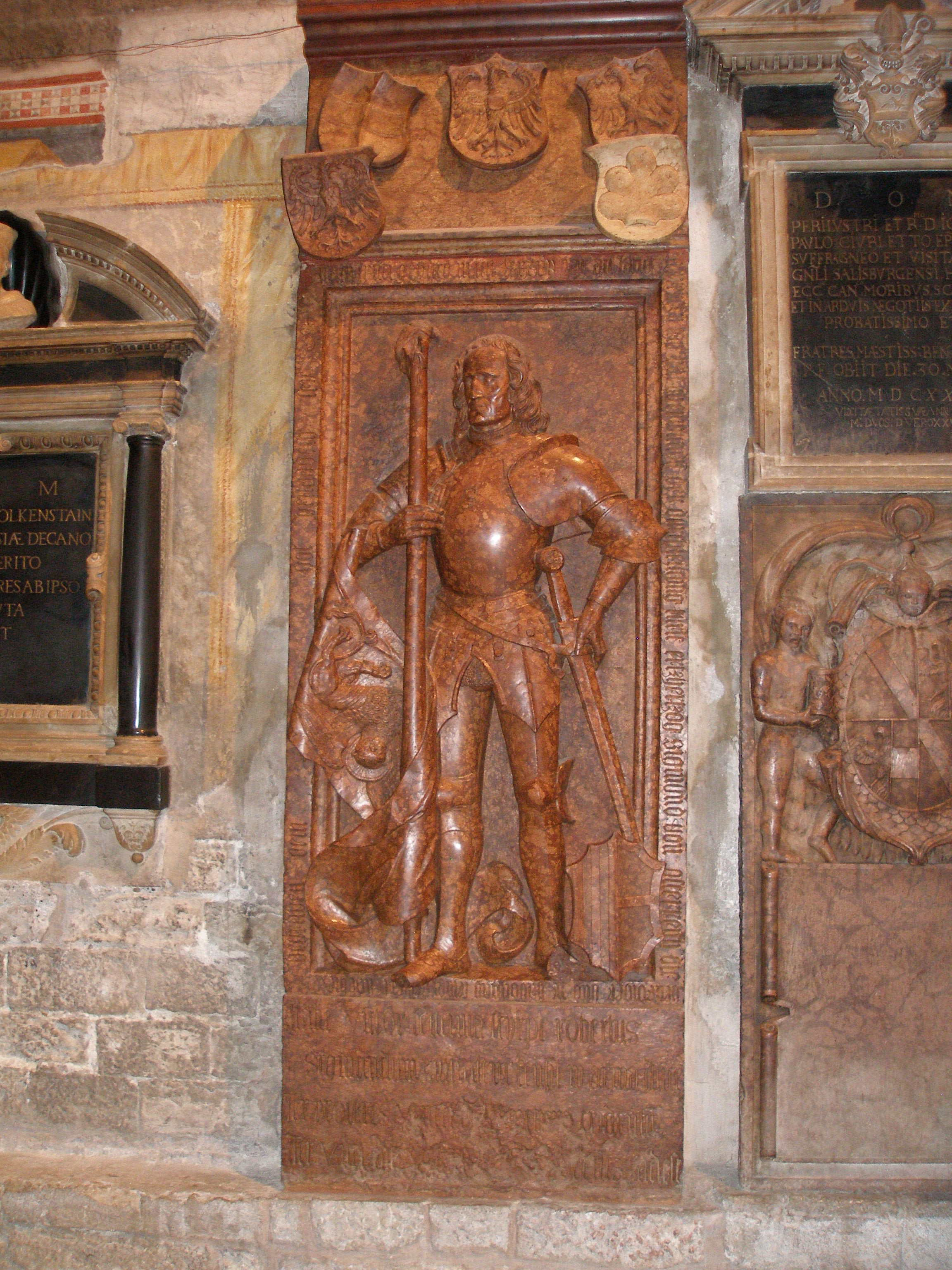
Могильна плита Роберто Сансеверіно д'Арагона.
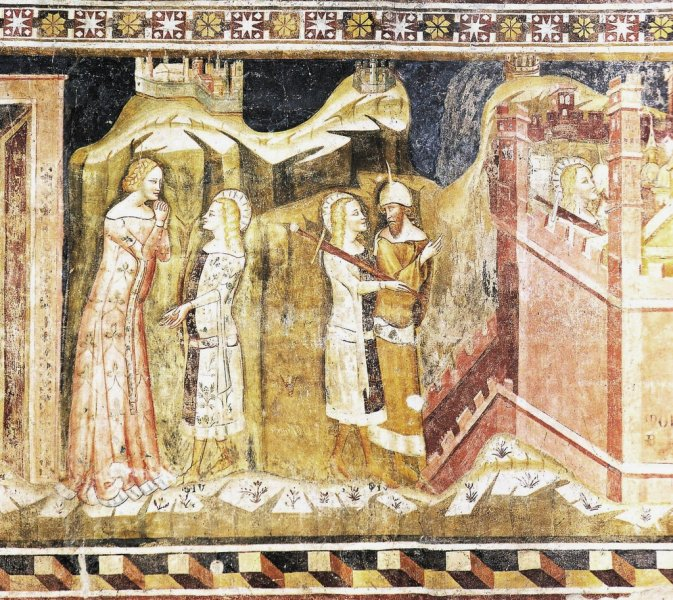
Фрески з розповіддю про святого Юліана